# Льюис, Аарон
Ааро́н Лью́ис (англ. Aaron Lewis; род. 13 апреля 1972 года, Спрингфилд, Вермонт, США) — вокалист и ритм-гитарист американской рок-группы Staind.

## Биография

### Ранние годы
Аарон Льюис родился 13 апреля 1972 года в семье Теда (англ. Ted) и Сондры Льюис (англ. Sondra Lewis), приверженцев культуры хиппи. В 1980 году его семья переехала в Нью-Хэмпшир. Отношения у его родителей не складывались, они часто ссорились. В 1985 году они развелись. По признанию самого Льюиса, это событие сильно на нём отразилось, — он рос угрюмым и необщительным.

### Начало музыкальной карьеры
До создания Staind Аарон Льюис работал поваром и занимался ландшафтной архитектурой.
Льюис планировал заняться ювелирным бизнесом на случай, если он не добьётся успехов в музыке.
До прихода в Staind играл в группе J-CAT. На рождественской вечеринке в 1993 году познакомился с Майком Машоком (англ. Mike Mushok). К тому времени Аарон уже выступал с сольными концертами в барах Атланты и мечтал создать свой музыкальный коллектив. Вскоре Аарон вновь встретился с Майком, и 24 ноября 1995 года они сформировали группу Staind. Следующие полтора года они играли в мелких клубах кавер-версии песен таких групп, как Korn, Rage Against the Machine, Pearl Jam, Tool и Alice in Chains. Дебютный альбом группы Staind под названием Tormented вышел в ноябре 1996 года.

### Личная жизнь
Женат на Ванессе Льюис (англ. Vanessa Lewis). У них трое дочерей: Зои Джейн (англ. Zoe Jane, р. 05.04.2002), Найла Рэй (англ. Nyla Rae, р. 09.06.2005) и Инди Шэй (англ. Indie Shay, р. 19.11.2007). У Аарона также есть две сестры, Эвьетт (англ. Evyette) и Рэйчел (англ. Rachel). В свободное время любит ходить на рыбалку, играть в гольф и кататься на мотоцикле.

### Дискография

#### LP
- The Road - 2012

- Sinner - 2016

- State I'm In - 2019
- Frayed at Both Ends - 2022

#### EP
- Town Line - 2011